# Gilbert Edward James Nixon
Gilbert Edward James Nixon (ur. 2 marca 1905, zm. 22 sierpnia 1987) – brytyjski entomolog specjalizujący się w hymenopterologii.
W wieku 19 lat objął tymczasowe stanowisko w Brytyjskim Muzeum Historii Naturalnej. Wówczas zainteresował się błonkówkami. Później znalazł zatrudnienie w Imperial Bureau of Entomology dzięki badaniom nad znaczącym ekonomicznie Proctotrupoidea. Instytucji tej zmieniano później nazwę na CIE, a współcześnie znana jest jako CABI Institute of Entomology. Zatrudniony był tam do 1970 roku, kiedy to przeszedł na emeryturę. W trakcie emerytury, niemal do śmierci prowadził jeszcze prace badawcze w Muzeum Historii Naturalnej, wizytując tę placówkę raz lub dwa razy w tygodniu. Jego śmierć poprzedzona była krótką chorobą.
Nixon specjalizował się w badaniach nad parazytoidalnymi błonkoskrzydłymi z infrarzędu owadziarek, ale pisał także na temat żądłówek. Jest autorem ponad 90 publikacji naukowych. Największą sławę przyniosły mu rewizje taksonomiczne przedstawicieli rodziny męczelkowatych i nadrodziny Proctotrupoidea. Już we wczesnych pracach taksonomicznych wprowadził nowy w owadziarkach standard, polegający na tworzeniu wyczerpujących, w pełni ilustrowanych kluczy do oznaczania zawierających w tezach i antytezach więcej niż pojedyncze cechy oraz opieraniu się na dużych ilościach materiału badawczego.
Na jego cześć nazwano między innymi rodzaj Nixonia oraz gatunki: Apanteles nixoni, Macroteleia nixoni, Microgaster nixoni, Heterospilus nixoni, Prasmodon nixoni i Spathius nixoni.